# 15 février 1979
Le jeudi 15 février 1979 est le 46e jour de l'année 1979.

## Naissances
- Adam Mair, joueur de hockey sur glace canadien
- Alenka Kejžar, nageuse slovène
- Chantal Janzen, actrice néerlandaise
- Hervé Tum, joueur de football camerounais
- Jonay Hernández, joueur de football vénézuélien
- Kaj-Erik Eriksen, acteur canadien
- Luis Fernando Camacho, homme politique bolivien
- Mara van Vlijmen, actrice néerlandaise
- Mohamed Madihi, joueur de football marocain
- Sam Pinder, joueur de rugby
- Scott Severin, footballeur britannique

## Décès
- George Dunning (né le 17 janvier 1920), réalisateur et producteur canadien
- Nematollah Nassiri (né le 1er août 1911), homme politique iranien
- Pavlo Chandrouk (né le 28 février 1889), général ukrainien
- Roy D'Amy (né le 29 septembre 1923), auteur de bande dessinée italien
- Zdenka Ticharich (née le 26 septembre 1900), Compositrice et pianiste hongroise